# ハノーファー・シュタットバーンTW4000形電車
ハノーファー・シュタットバーンTW4000形電車（ハノーファー・シュタットバーンTW4000がたでんしゃ）は、ドイツの都市・ハノーファーのライトレール（シュタットバーン）であるハノーファー・シュタットバーンに導入される電車。旧型電車の置き換えによるバリアフリー化促進を目的に2025年以降営業運転に投入される。

## 概要
全長25,000 mm、両運転台式の2車体連接車で、双方の車体の長さが異なっている。既存の車両と比べて重量の削減が図られ、回生ブレーキの導入を含め消費エネルギー量の削減が行われる。車内の座席数は従来の車両から減少している一方、車椅子やベビーカー、自転車用のフリースペースや立席客の収容人数の拡大が図られる他、座席についても乗客の需要に応じてクロスシートやロングシートなど多様な種類の配置が行われる。台車を始めとした車両の主要部品にはRFIDに対応したチップが付けられ、メンテナンス時に各チップに記録された部品の耐用年数などの情報を識別する事が出来る。
2019年12月に導入に関する正式な決定が行われた後、2022年9月にスペインのCAFが受注を獲得しており、最初の車両は2025年9月にハノーファーに納入され、以降2026年までに42両が導入される。更に契約上、2040年までにこれを含めた最大275両の車両が発注可能となっている。これにより、既存の車両のうちTW6000形やTW2000形が置き換えられる事になっている。